# 萊昂哈特·馮·布盧門塔爾伯爵
卡爾·康斯坦丁·阿爾布雷希特·萊昂哈德·馮·布盧門塔爾伯爵（德語：Karl Konstantin Albrecht Leonhard Graf von Blumenthal，1810年7月30日-1900年12月21日）是普魯士陸軍軍人和德意志帝國陸軍元帥，他尹1866年在柯尼格雷茨戰役中決定性的戰略而被人們銘記。在1870年的普法戰爭中，他指揮普軍在沃爾特戰役和維桑堡戰役中取得勝利，此外他拒絕在1870年在他指揮的巴黎圍城戰期間砲轟巴黎。